# Gulstrimmig grönbulbyl
Gulstrimmig grönbulbyl (Phyllastrephus flavostriatus) är en fågel i familjen bulbyler inom ordningen tättingar.

## Utseende och läte
Gulstrimmig grönbulbyl är en slank och ljus bulbyl. De gula strimmorna undertill som gett arten dess namn är svåra att se i fält. Färgen på hjässan varierar från grå till olivgrön. Den förväxlas lätt med andra grönbulbyler, men mycket ljusare än de flesta och har ett unikt beteende att knycka på ena vingen. Bland lätena hörs nasala ljud och en fallande serie med mer musikaliska visslingar.

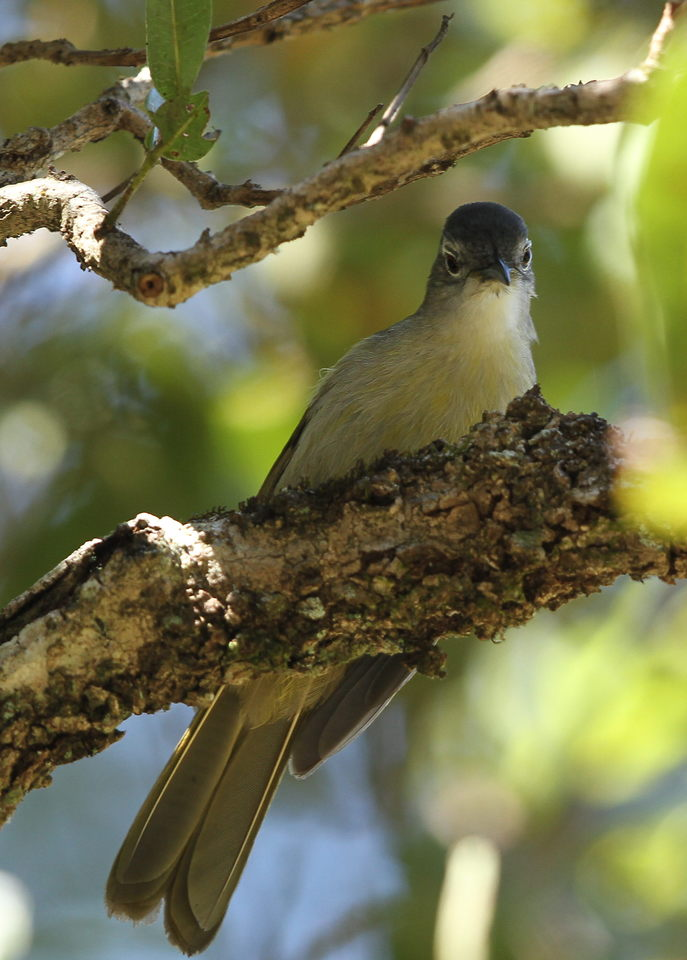

## Utbredning och systematik
Gulstrimmig grönbulbyl delas in i åtta underarter med följande utbredning:
- Phyllastrephus flavostriatus alfredi – sydvästra Tanzania till östra Zambia och norra Malawi
- flavostriatus-gruppen
  - Phyllastrephus flavostriatus tenuirostris – kustnära sydöstra Kenya till Tanzania och nordöstra Moçambique
  - Phyllastrephus flavostriatus kungwensis – västra Tanzania (Kungwe-Mahari-bergen)
  - Phyllastrephus flavostriatus uzungwensis – östra Tanzania (Udzungwabergen)
  - Phyllastrephus flavostriatus graueri – östra Demokratiska republiken Kongo (höglandet väster om sjöarna Kivu, Edward och Albert)
  - Phyllastrephus flavostriatus olivaceogriseus – höglänta områden i östra Demokratiska republiken Kongo (nordväst om Tanganyikasjön) till sydvästra Uganda
  - Phyllastrephus flavostriatus vincenti – höglänta områden i sydöstra Malawi och angränsande norra Moçambique
  - Phyllastrephus flavostriatus flavostriatus – östra Zimbabwe och Moçambique (söder om Zambezifloden) till KwaZulu-Natal

## Levnadssätt
Gulstrimmig grönbulbyl hittas i fuktiga skogar, framför allt bergsskogar. Där ses den krypa utmed grenar i skogens mellersta skikt, nästan som en hackspett.

## Status
Arten har ett stort utbredningsområde och beståndet anses stabilt. Internationella naturvårdsunionen IUCN listar den därför som livskraftig (LC).